# Сорокин, Роман Андреевич
Роман Андреевич Сорокин (17 мая 1985 Санкт-Петербург) — российский футболист, полузащитник.
Воспитанник СДЮШОР «Кировец». В 2004—2005 годах играл во втором дивизионе за «Зенит-2». В 2006 году перешёл в егорьевский «Сатурн». 18 апреля 2007 года в матче 1/512 Кубка России получил травму — разрыв ахиллова сухожилия. После неудачной операции восстанавливался более полутора лет. Летом 2009 года Сорокин был отдан в аренду в белорусский «Витебск», из которого в 2011 году перешёл в «Нафтан». В 2013 году подписал контракт с «Белшиной». В 2014 году играл за «Звезду» СПб в 3 дивизионе и Кубке России. Игрок команд чемипоната Санкт-Петербурга ИНКОН (2017), «Машиностроительные технологии» (2018).